# Miloš Vacek
Miloš Vacek, pseudonym Miloš Kamenický, (20. června 1928 Horní Roveň – 29. února 2012 Praha) byl český hudební skladatel, dirigent, varhaník a sbormistr.

## Život
Otec skladatele Jindřich Vacek byl hudebník, který s divadelními orchestry procestoval Evropu i jižní Ameriku, aby se posléze usadil jako ředitel kůru v Horní Rovni u Pardubic, ve Vysokém Mýtě a posléze v Kamenici nad Lipou. Poskytl tak synovi kvalitní základy hudebního vzdělání. Hrál na housle, klavír, klarinet a hoboj a v jedenácti letech již zastupoval svého nemocného otce na kůru.
V roce 1943 vstoupil na Pražskou konzervatoř a studoval skladbu a dirigování. Když němečtí okupanti uzavřeli i konzervatoř, pracoval jako pomocný dělník a balič skla ve sklárně ve Včelničce u Kamenice nad Lipou. Studia na konzervatoři dokončil v roce 1947 a pokračoval dále na Akademii múzických umění. Mimo jiné byl jeho profesorem Jaroslav Řídký, který také řídil na absolventském koncertě jeho Symfonietu pro velký orchestr.
V době vojenské služby byl sbormistrem a dirigentem Armádního uměleckého souboru Víta Nejedlého. S tímto souborem absolvoval v roce 1952 půlroční zájezd do Číny. Od roku 1954 se věnoval skladbě jako svému jedinému povolání. Byl činný i organizačně, v různých funkcích působil ve Svazu českých skladatelů a koncertních umělců.
Za své skladby byl mnohokrát vyznamenán. Za symfonickou Poému o padlých hrdinech obdržel cenu Krajského národního výboru v Ostravě, sborový hymnus „Země má“ získal prvním místo v soutěži sborové tvorby v Jihlavě roku 1975 a za cyklus písní „Hledám tě kráso“ mu byla roku 1978 udělena cena Svazu českých skladatelů. Hudba k filmu Dobrodružství na Zlaté zátoce získala v roce 1955 zlatou medaili na filmovém festivalu v Montevideu. Mimo jiné také získal Vyznamenání za zásluhy o výstavbu (1981) a v roce 1984 byl jmenován zasloužilým umělcem.

## Dílo
Jeho skladatelské dílo je velmi rozsáhlé. Hudební vyjadřování navazuje na dílo Vítězslava Nováka, Josefa Suka a svého učitele Jaroslava Řídkého. Komponoval skladby nejrůznějších žánrů, nejzávažnější jsou však jeho hudebně dramatická díla. Samozřejmě se nevyhnul ani dobové tvorbě masových písní, budovatelských pochodů a hudbě ke spartakiádním cvičením. Významnou součástí jeho díla je hudba pro film.

### Komorní skladby
- Suita pro violoncello a klavír (1947)
- Suita pro klavír (1948)
- Sonatina pro housle a klavír (1949)
- Malá suita pro 4 pozouny (1949)
- Smyčcový kvartet (1950)
- Radosti našich dětí pro klavír (1951)
- Miniaturní suita pro smyčcový kvartet (1951)
- Divertimento pro violoncello, kytaru a basklarinet (1965)
- Organum Pragense – Pražské varhany (1966)
- Šumavské metamorfózy. Kvintet pro flétnu, hoboj, housle, violu a violoncello (1971)
- Sonata drammatica per piano(1972)
- Zatoulané listy z milostného deníčku. Suita pro klavír nebo pro komorní orchestr. (1972)
- Lovecká suita pro 4 lesní rohy (1973)
- Tři impromptu pro flétnu a klavír (1974)
- Večery na Peklůvce. Suita pro lesní roh a klavír (1976)
- Bukolická suita pro 4 pozouny nebo lesní rohy (1977)
- Dialog pro hoboj a klavír (1977)
- Ladův rok. 16 miniatur inspirovaných obrázky Josefa Lady pro klavír ve snadnějším slohu (také pro noneto nebo pro 2 akordeony, 1984)
- Dětské motivy pro klavír na 4 ruce (také pro dechový kvintet, 1984)
- Pastorale pro anglický roh a klavír (1984)
- Commedia dell’ arte pro trubka|trubku, lesní roh a pozoun střídané nástroji triangl, guiro a tamburina (1985)
- Příběhy pro klarinet sólo (1987)
- Metafora pro sólovou flétnu (1987)
- Herbář pro flétnu, hoboj a cembalo (také pro dechový kvintet, 1987)
- Podzimní akvarely pro hoboj, violoncello a klavír (1988)
- Glosa pro violoncello a klavír (1988)
- Capriccio per fagotto solo (1988)

### Orchestrální skladby
- Tři máje. Symfonieta pro velký orchestr (1951)
- Zbojnická rapsodie pro orchestr (1952)
- Črty z čínského zápisníku. Suita pro orchestr (1952)
- Suita z filmu Lidé jednoho srdce pro orchestr (1953)
- Suita z filmu Dobrodružství na zlaté zátoce (1955)
- I. a II. suita z baletu Komediantská pohádka pro symfonický orchestr (1958)
- Jarní suita pro flétnu, klarinet, lesní roh (nebo anglický roh) a smyčcový orchestr (1963)
- Serenáda pro smyčce (1965)
- I. a II. suita z baletu Vítr ve vlasech pro orchestr (1965)
- Pohádková suita pro komorní orchestr (1966)
- Milá sedmi loupežníků. Suita z baletu pro symfonický orchestr a sólový alt (1973)
- Symfonie č. 1 „Májová“ pro velký symfonický orchestr (1974)
- Poéma o padlých hrdinech pro symfonický orchestr a sólový alt (1974)
- Musica poetica pro smyčce (1976)
- Olympijský oheň. Symfonický obraz (1975)
- Osamělý mořeplavec. Symfonický obraz inspirovaný českým osamělým mořeplavcem Richardem Konkolským (1978)
- Mé Kamenici nad Lipou. Suita pro symfonický orchestr (1979)
- 17. listopad 1939. Symfonická freska (1980)
- Slavnostní prolog. Symfonická věta (k výročí založení Karlovarského symfonického orchestru, 1981)
- Svědomí světa. Symfonická poema na památku vyhlazení Lidic a Ležáků (1981)
- Koncert pro pozoun a smyčce (1985)
- Symfonie č. 2 pro velký orchestr, jednovětá (1986)
- Concerto capriccioso pro lesní roh a orchestr (1989)

### Kantáty
- Zastavte válku. Kantáta na slova Ivana Skály (1952)
- Krajinou mého dětství. Kantáta pro smíšený sbor a symfonický orchestr na slova Nadi Mauerové (1976)
- O Praze. Kantáta a melodram na slova Vítězslava Nezvala pro symfonický orchestr, smíšený sbor a recitaci (1974)

### Písně a sbory
- Červánky. Písňový cyklus pro zpěv a klavír na slova Františka Ladislava Čelakovského (1947)
- Dívčí motivy I. a II. Písňové cykly pro soprán a klavír na slova Františka Ladislava Čelakovského (1947)
- Horácké jaro. Ženské sbory na slova Františka Ladislava Čelakovského (1947)
- O Vysočině pro ženský hlas, violoncello a klavír (1948)
- Pět pohádek pro Tomáška (pro dětský sbor a komorní orchestr na slova Ivo Havlů, 1962)
- Návraty ke studánce. Cyklus ženských sborů na slova Jana Skácela a Fráňi Šrámka (1971)
- Sonety předjaří. Lyrický cyklus písní pro soprán a klavír na slova Nadi Mauerové (1972)
- Země má. Hymnus pro smíšený sbor a cappella na slova Nadi Mauerové (1974)
- Žena. Lyrický cyklus písní pro soprán a klavír na slova Nadi Mauerové (1975)
- Hledám tě kráso. Lyrický cyklus písní pro alt a klavír na slova Nadi Mauerové (1976)
- Lidice. Smíšený sbor a cappella na slova Jaroslava Holoubka (1977)
- Moucha v piáně. Dětské sbory a cappella na slova Dagmar Ledečové (1979)
- Cesta světla. Smíšený sbor a cappella na slova Nadi Mauerové (1980)
- Milostná preludia pro soprán, flétnu a klavír na slova Nadi Mauerové (1981)
- Vyznání Josefu Ladovi. Smíšený sbor a cappella na slova Nadi Mauerové (1983)
- Věčný duel. Čtyři komické písně o lásce (1983)
- Čtveroroční hrátky pro soprán, flétnu a kytaru (1990)

### Balety
- Štěstí je prosté (1951–52)
- Komediantská pohádka (1957–58)
- Vítr ve vlasech (1960–61)
- Poslední pampeliška (1963–64)
- Milá sedmi loupežníků. Dramatická baletní freska podle Viktora Dyka. (1966)
- Meteor (1966)
- Šťastná sedma (1966)

### Opery
- Jan Želivský. Historická operní freska o 6 obrazech (1953–56, rev. 1974)
- Bratr Žak. Opera o 3 dějstvích podle námětu Ivana Olbrachta (1976–78)
- Romance pro křídlovku. Lyrická komorní opera podle Františka Hrubína (1980–81)
- Kocour Mikeš. Komická opera pro malé i velké děti podle literární a výtvarné předlohy Josefa Lady (1981–82)

### Muzikály
- Noc je můj den. Blues – drama o životních osudech černošské zpěvačky Bessie Smithové na libreto Ivo Havlů a Josefa Pávka (1962)
- Císařovy nové šaty. Komická zpěvohra podle Hanse Christiana Andersena na libreto Miroslava Homolky (1962)
- Madame Sans-Gêne. Rokokový muzikál o 3 jednáních podle hry Victoriena Sardou a Émile Moreau na libreto Evžena Drmoly (1968)
- Vítr z Alabamy. Českoamerický muzikál podle povídek Jaroslava Haška na libreto Ivo Havlů (1970)

### Melodramy
- O Šípkové Růžence. Pohádkové melodrama pro herečku a orchestr na libreto Nadi Mauerové (1984)
- U veselých medvědů pro vypravěčku a dechový kvintet. Veselá pohádka pro děti na libreto Nadi Mauerové (1988)
- Markýza de Pompadour. Rokokový obraz pro herečku a komorní orchestr na verše Stanislava Kostky Neumanna (1989)

### Filmová hudba
- Třída jako řemen (1991)
- O zatoulané princezně (1987)
- O mašinkách (1985)
- Něco je ve vzduchu (1980)
- Poprask na silnici E4 (1979)
- Oslík Ušatec (1974)
- Hadí princ (TV film, 1973)
- Počkám, až zabiješ (1973)
- Černý vlk (1971)
- Krtek a paraplíčko (1971)
- Kateřina a její děti (1970)
- Krtek a zelená hvězda (1969)
- Krtek a žvýkačka (1969)
- Krtek v Zoo (1969)
- Krtek zahradníkem (1969)
- Čtyři v kruhu (1967)
- Když má svátek Dominika (1967)
- Flám (1966)
- Atentát (1964)
- Das Geheimnis der chinesischen Nelke (1964)
- Kdy brečí muži (1964)
- Modrý autobus (TV film, 1963)
- Vánice (1962)
- Kočičí škola (1961)
- Procesí k panence (1961)
- Uprchlík (1961)
- Chlap jak hora (1960)
- Kočičí slovo (1960)
- Kouzelný den (1960)
- Malování pro kočku (1960)
- Práče (1960)
- Král Šumavy (1959)
- Partyzánská stezka (1959)
- Vstup zakázán (1959)
- Život pro Jana Kašpara (1959)
- Skleněná oblaka (1958)
- Tenkrát o Vánocích (1958)
- Útěk ze stínu (1958)
- Krtkova dobrodružství (TV seriál, 1957)
- Paraplíčko (1957)
- Neporažení (1956)
- Dobrodružství na Zlaté zátoce (zlatá medaile na filmovém festivalu v Montevideu, 1955)
- Větrná hora (1955)
- Ztracená stopa (1955)

### Literární práce
- Má životní capriccia, Pelhřimov, Nová tiskárna Pelhřimov 2007